# Rodrigo Naranjo
Rodrigo Felipe Naranjo López (Santiago, 30 de agosto de 1979) es un exfutbolista chileno que jugó por última vez en Deportes Iquique. Nació en Santiago Centro, Santiago, Región Metropolitana. Jugaba de arquero y su equipo natal fue Santiago Wanderers, debutando en el Primer Equipo a los 23 años el 22 de febrero de 2003 ante Rangers (2-2 como local). Posee una altura privilegiada para el puesto -también jugó baloncesto-, cualidades que mostró solo en Unión La Calera debido a su permanente suplencia. El 30 de enero de 2013 se convierte en la gran figura de la clasificación histórica de Deportes Iquique a la fase de grupos de la Copa Libertadores 2013 luego de contener dos penales en una infartante definición contra León.
Actualmente en 2022, está incorporado al cuerpo técnico de Santiago Wanderers como preparador de arqueros.

## Clubes
| Club                 | País  | Año       |
| -------------------- | ----- | --------- |
| Santiago Wanderers B | Chile | 2001      |
| Santiago Wanderers   | Chile | 2003      |
| Unión La Calera      | Chile | 2004      |
| Santiago Wanderers   | Chile | 2005      |
| Everton              | Chile | 2006      |
| Coquimbo Unido       | Chile | 2007      |
| Deportes Iquique     | Chile | 2008-2019 |

## Palmarés

### Campeonatos nacionales
| Título     | Club             | País  | Año     |
| ---------- | ---------------- | ----- | ------- |
| Primera B  | Deportes Iquique | Chile | 2010    |
| Copa Chile | Deportes Iquique | Chile | 2010    |
| Copa Chile | Deportes Iquique | Chile | 2013-14 |

## Participaciones Internacionales

### Distinción individual
| Equipo           | Participación          |
| ---------------- | ---------------------- |
| Deportes Iquique | Copa Sudamericana 2011 |
| Deportes Iquique | Copa Sudamericana 2012 |
| Deportes Iquique | Copa Libertadores 2013 |

- Datos: Q7357383
- Multimedia: Rodrigo Naranjo / Q7357383